# Aglaophamus foliocirrata
Aglaophamus foliocirrata är en ringmaskart som beskrevs av Rainer och Kaly 1988. Aglaophamus foliocirrata ingår i släktet Aglaophamus och familjen Nephtyidae. Inga underarter finns listade i Catalogue of Life.